# Utricularia breviscapa
Utricularia breviscapa är en tätörtsväxtart som beskrevs av John Wright och August Heinrich Rudolf Grisebach. Utricularia breviscapa ingår i släktet bläddror, och familjen tätörtsväxter. Inga underarter finns listade i Catalogue of Life.